# Porvenir Chanalucum
Porvenir Chanalucum är en ort i Mexiko.   Den ligger i kommunen Simojovel och delstaten Chiapas, i den sydöstra delen av landet, 700 km öster om huvudstaden Mexico City. Porvenir Chanalucum ligger 532 meter över havet och antalet invånare är 279.
Terrängen runt Porvenir Chanalucum är kuperad åt nordost, men åt sydväst är den bergig. Runt Porvenir Chanalucum är det ganska tätbefolkat, med 104 invånare per kvadratkilometer. Närmaste större samhälle är Simojovel de Allende, 2,0 km sydost om Porvenir Chanalucum. Omgivningarna runt Porvenir Chanalucum är en mosaik av jordbruksmark och naturlig växtlighet.